# C12H13N5O4
化学式C12H13N5O4（摩尔质量：291.26 g/mol）可能指：
- 丰加霉素，CAS号：606-58-6
- GS-441524，CAS号：1191237-69-0

|  | 这个同类索引页列出了具有相同分子式的化学物（即同分異構體）条目。 除非您是有意链接至本页，否则应将相应条目的内部链接指向正确的条目。 |